# 阿滕霍芬
阿滕霍芬是德国巴伐利亚州的一个市镇。总面积31.48平方公里，总人口1344人，其中男性664人，女性680人（2011年12月31日），人口密度43人/平方公里。